# تشارلي بوزر
تشارلي بوزر (بالإنجليزية: Charley Bowser)‏ هو ضابط أمريكي، ولد في 29 نوفمبر 1898 في Ligonier, Pennsylvania ‏ في الولايات المتحدة، وتوفي في 30 يوليو 1989.